# 重庆市科学技术协会
重庆市科学技术协会，简称重庆市科协，是中华人民共和国重庆市科学技术工作者组成的专业性人民团体，是中国科学技术协会的地方组织，受中国共产党重庆市委员会的领导。